# Husby Klit
Husby Klit  er en  ca. 14 km lang klitrække med op til 24 meter høje klitter ud til  Vesterhavet. Den går fra den delvis tørlagte Vest Stadil Fjord mod syd og til i nærheden af Nissum Fjord mod nord. Området ligger i Holstebro og Ringkøbing-Skjern Kommuner.  
Husby Klit bestod tidligere af flere rækker af klitter mellem havet og fjorden, men havet har i de senere år nedbrudt kysten, så det har været nødvendigt at bygge et sikringsdige i beton, for at sikre området mod stormfloder. Diget er dækket af sand og tilplantet med marehalm, så det kun er  formen der indikerer at det er menneskeskabt. Lige bag selve klitområdet mod nord finder man Husby Klitplantage.

## Fredninger
Bag klitter og dige ligger en række firlængede stråtækte gårde, hvoraf flere er fredede, og  en af gårdene,  Strandgården er indrettet som egnsmuseum.
Husby Klit er udpeget habitatområde (H197) og Natura 2000 (Natura 2000-område nr. 74 Husby Klit).
I området findes to naturfredede arealer. Det drejer sig om et areal ved Vedersø Klit, og et areal længere mod nord, som er fredet på grund af det smukke og uberørte klitlandskab, hvor der er nem adgang til havet. Fredningen mod nord, der omfatter cirka 559 ha, blev gennemført i 1974 i sammenhæng med fredningen af Vest Stadil Fjord.
- Udsigt fra Husby Klit Båke mod sydøst
- Husby Klit Båke
- Stien til Sidselbjerg Strand